# احتجاجات في مطارات الولايات المتحدة ضد الأمر التنفيذي رقم 13769
في يناير وفبراير 2017 خلال الاحتجاجات ضد القرار التنفيذي 13769، اجتمع آلاف الناس في مطارات مختلفة في الولايات المتحدة وحول العالم لمنع عودة اللاجئين والزوار الآخرين من سبع دول تعتبر غير آمنة. وفق العديد من المصادر، فإن أكثر من ألفي شخص كانوا في المظاهرة في مطار جون ف. كينيدي الدولي في كوينز، نيويورك سيتي مع خروج مظاهرات أخرى في مطارات دولية مهمة ومواقع أخرى مهمة في أرجاء الولايات المتحدة الأمريكية. استمرت الاحتجاجات يوميًّا وفي دول العالم حتى السادس من فبراير. استمرت المظاهرات أيضًا بعد إصدار قاضٍ فدرالي مذكرة توقيف مؤقتة ضد أجزاء من قانون حظر السفر.

## خلفيتها
في 27 يناير، وقع الرئيس ترامب أمرًا تنفيذيًّا تسبب في تعليق قبول كل اللاجئين الداخلين إلى أراضي الولايات المتحدة الأمريكية لمدة 120 يومًا مع حجب غير محدد للاجئين السوريين. حجب الأمر أيضًا المواطنين من إيران والعراق والسودان وسوريا واليمن من دخول الولايات المتحدة لتسعين يومًا. تأثر حاملو البطاقات الخضراء (الإقامة الدائمة في أمريكا) المنتمون إلى هذه البلدان أيضًا نتيجة هذه القرارات.
احتجز نحو 27 راكبًا قادمًا إلى المطارات حول الولايات المتحدة الأمريكية أو أعيدوا إلى ديارهم في 28 يناير. بحلول 29 يناير كان نحو 375 مسافرًا قد تأثر بالقرار. أطلق سراح اثنين من المحتجزين العراقيين من مطار جون ف. كينيدي وبقي 11 حتى الساعة السادسة مساءً بالتوقيت المحلي. في 29 يناير، كان ما يزال هنالك محتجزان في المطار. أحدهما حميد خالد درويش، مترجم عراقي يعمل لدى جيش الولايات المتحدة الأمريكية. احتجز درويش اثنتي عشرة ساعةً دون السماح له برؤية محاميه. أحتجز مواطنان إيرانيان مسنان من ذوي الإعاقة حاصلان على الإقامة الدائمة لساعات في مطار واشنطن دولز الدولي. أخبر الرئيس ترامب محطة كريستيان (المسيحيين) الإذاعية (سي بي إن) أن اللاجئين المسيحيين سيكون لهم الأولوية فيما يخص وضعهم كلاجئين في الولايات المتحدة الأمريكية.

## الاحتجاجات
بدأت أول مظاهرة في مطار جون ف. كينيدي الدولي في نيويورك سيتي. انطلقت الاحتجاجات سريعًا في مطارات أخرى في أرجاء البلاد، بما فيها مطار شيكاغو أوهير الدولي، مطار لوس أنجلوس الدولي، مطار سان فرانسيسكو الدولي، مطار سيتاك في سياتل، ومطارات متفرقة في إنديانابوليس، بوسطن، دنفر، ألبكركي، هارتفورد، ونيوارك، وألباني، نيويورك، سان دييغو، وخطط أيضًا لمظاهرات في كل من أتلانتا وهيوستن ولاس فيغاس وأورلاندو وغرينفيل وفيلادلفيا.
كان المتظاهرون يحتشدون في أغلب الأحيان عن طريق استخدام وسائل التواصل الاجتماعي.
استمرت الاحتجاجات والمسيرات في فبراير. في الثاني من فبراير، ترك آلاف موظفي كومكاست في بورتلاند وواشنطن وفيلادلفيا وسنيفيل أعمالهم احتجاجًا على القرار التنفيذي.
خرجت سلسلة لاحقة من الاحتجاجات في أوروبا وآسيا في 4 فبراير.

### نيويورك سيتي
بدأت الاحتجاجات في 28 يناير، بمجموعة صغيرة مكونة من نحو ثلاثين شخصًا نحو الساعة الحادية عشر صباحًا حسب المنطقة الزمنية الشرقية. احتشد المتظاهرون أمام البوابة 4، حيث وصول المسافرين الدوليين. مع دعوة الجماعات الحقوقية، مثل تحالف نيويورك للهجرة، للمتظاهرين على وسائل التواصل الاجتماعي، بدأ الحشد بالنمو. تجمع المحتجون للتنديد بقرار ترامب التنفيذي وإبداء الدعم للاجئين والمهاجرين. نمت المظاهرة بما يكفي بحلول وقت مغيب الشمس حتى أنها انتشرت لتصل إلى رصيف الموقف أمام البوابة. أحضر المتظاهرون لافتات، وهتفوا بشعارات، ودعوا القرار بأنه «حظر للمسلمين». سار المحتجون من بوابة إلى أخرى. كان نائبا الولاية، نيديا فيلازكيز وجيري نادر حاضرين خلال اليوم لمساعدة المتضررين من الحظر.
انطلقت مظاهرة مصاحبة في ستاتن آيلاند في المساء، في بورت ريتشموند. خرجت مظاهرة أخرى في حديقة باتري بارك يوم الأحد. كانت تشيلسي كلينتون من المتظاهرين في ذلك المكان. كان هناك عدة آلاف من المحتجين في باتري بارك. استمرت الاحتجاجات في مطار جيه إف كيه يوم الأحد أيضًا.
من المجموعات الأخرى المشاركة في الاحتجاجات مجموعة «شيدي الطريق يا نيويورك – ميك ذا رود نيويورك»، يهوديون لأجل العدالة العرقية والاقتصادية، أعضاء التكتل السياسي للسود واللاتينيين والآسيويين. انضمت جمعية إغاثة المهاجرين العبريين أيضًا للاحتجاجات، معبرةً عن غضبها لأن الأمر التنفيذي، الذي كان ليؤذي المهاجرين المسلمين في المستقبل، وقع في يوم ذكرى الهولوكوست الدولي، وكسرت مجموعات من اليهود التزامها بتعاليم يوم السبت لينضموا إلى الاحتجاجات. توقف تحالف عمال سيارات الأجرة في نيويورك عن استقبال الركاب من مطار جيه إف كيه بين الساعة السادسة والسابعة احتجاجًا على أولئك المحتجزين. أدت مقاطعة سيارات الأجرة لزيادة تسعير أوبر نتيجة نظام التسعير الديناميكي المتبع في الشركة. في المساء، كانت الشرطة تمنع أي شخص لا يمتلك تذاكر طائرة من استخدام قطار المطار إيرترين. بعد الساعة الثامنة مساءً طلب الحاكم آندرو كومو السماح للناس باستقلال القطار الخاص بالمطار من جديد.
في وقت متأخر من مساء 28 يناير، حجبت آن دونلي، وهي تشغل منصب قاضٍ في محكمة المقاطعة في بروكلن لمحكمة المقاطعة الشرقية من نيويورك في الولايات المتحدة الأمريكية، جزءًا من القرار التنفيذي، «ما أعطى شعورًا فوريًّا بالراحة للعشرات من المتجمهرين في المطارات في أرجاء البلاد». في محاكم المقاطعات الأمريكية في سياتل وفيرجينيا أصدرت أحكام مشابهة. سمحت هذه الأحكام بالإقامة الطارئة للأفراد المتضررين من ذوي تأشيرات الفيزا الصالحة بالبقاء في الولايات المتحدة الأمريكية. ولكن محامين من اتحاد الحريات المدنية الأمريكي وزاكري مانفريدي من ييلز ووركر وعيادة حقوق اللاجئين (إميغرنت رايتس أدفوكاسي كلينيك) حذروا بأن المحتجزين في المطارات لا يزال من الممكن نقلهم لمنشآت احتجاز أخرى. أشارت تقارير في منتصف الليل في 28 يناير أن محامي الإغاثة القانونية لم يكونوا حتى ذلك الوقت مخولين بالتحدث مع موكليهم المحتجزين داخل مطار جون كينيدي. في بروكلين، انتظر المحتجون خارج محكمة المقاطعة الفدرالية أثناء عملية الحكم في القضية. كذلك فقد أقام رجلان عراقيان من المحتجزين دعاوى قضائية في 28 يناير ضد كل من ترامب وحكومة الولايات المتحدة الأمريكية بسبب هذه القضية.
اقتبس عن ترامب قوله إن الحظر الناتج عن أمره التنفيذي «يعمل بشكل جميل جدًّا. يمكنكم مشاهدة ذلك في المطارات، وفي كل مكان». قال عمدة نيويورك سيتي السابق رودي جولياني إن الرئيس ترامب لجأ إليه للمشورة بشأن الحكم، الذي وصفه جولياني بأنه «حظر للمسلمين».